# Coelioxys maculoides
Coelioxys maculoides är en biart som beskrevs av Pasteels 1968. Coelioxys maculoides ingår i släktet kägelbin, och familjen buksamlarbin. Inga underarter finns listade i Catalogue of Life.